# Red Gerard
Redmond "Red" Gerard (Rocky River, 29 de junho de 2000) é um atleta norte-americano. Ganhou notoriedade graças à sua performance em PeyeongChang 2018, ao se tornar o segundo mais jovem esportista estadunidense a vencer uma medalha de ouro nos Jogos Olímpicos de Inverno, no Snowboard.